# Clepticus brasiliensis
 Clepticus brasiliensis és una espècie de peix de la família dels làbrids i de l'ordre dels perciformes.

## Distribució geogràfica
És un endemisme del sud-est del Brasil.